# Mistrzostwa Świata w Kolarstwie Szosowym 1956
29. Mistrzostwa świata w kolarstwie szosowym – zawody kolarskie, które odbyły się w dniach 25–26 sierpnia 1956 w stolicy Danii – Kopenhadze. Były to piąte zorganizowane w tym kraju mistrzostwa świata (poprzednio w: 1921, 1931, 1937 i 1949). Nikomu nie udało się obronić tytułu mistrza świata.
Polacy nie zdobyli żadnego medalu, a najlepszym osiągnięciem było zajęcie 9. miejsca przez Jerzego Pancka w wyścigu ze startu wspólnego amatorów.

## Kalendarium zawodów
| Kalendarz MŚ w Kolarstwie Szosowym 1956 |       |       |
| Konkurencja (dystans)                   | Data  | Data  |
| Konkurencja (dystans)                   | 25.08 | 26.08 |
| Mężczyźni                               |       |       |
| Elita                                   |       |       |
| Wyścig ze startu wspólnego (285,12 km)  |       |       |
| Amatorzy                                |       |       |
| Wyścig ze startu wspólnego (194,4 km)   |       |       |

## Reprezentacja Polski
Do mistrzostw świata Polski Związek Kolarski zgłosił 3 zawodników w konkurencji wyścigu ze startu wspólnego amatorów. 
| Reprezentacja Polski na MŚ w Kolarstwie Szosowym 1956 |                   |                        |
| Lp.                                                   | Zawodnik          | Konkurencja            |
| Mężczyźni                                             |                   |                        |
| 1.                                                    | Jerzy Pancek      | start wspólny amatorów |
| 2.                                                    | Janusz Paradowski | start wspólny amatorów |
| 3.                                                    | Adam Wiśniewski   | start wspólny amatorów |

## Medaliści
| Konkurencja dystans – (data) (liczba startujących)                       | Złoto:              | Czas (prędkość)       | Srebro:               | Czas   | Brąz:          | Czas   |
| Mężczyźni                                                                |                     |                       |                       |        |                |        |
| Elita                                                                    |                     |                       |                       |        |                |        |
| Wyścig ze startu wspólnego 285,12 km – (26 sierpnia) (71 zaw. z 13 rep.) | Rik Van Steenbergen | 7:26:15 (38,335 km/h) | Rik Van Looy          | + 0:00 | Gerrit Schulte | + 0:00 |
| Amatorzy                                                                 |                     |                       |                       |        |                |        |
| Wyścig ze startu wspólnego 194,4 km – (25 sierpnia) (112 zaw. z 23 rep.) | Frans Mahn          | 4:47:54 (40,514 km/h) | Norbert Verougstraete | + 0:00 | Jan Buis       | + 0:00 |

## Szczegóły
| Miejsce | Zawodnik            | Narodowość | Czas    |
| złoto   | Rik Van Steenbergen | Belgia     | 7:26:15 |
| srebro  | Rik Van Looy        | Belgia     | + 0:00  |
| brąz    | Gerrit Schulte      | Holandia   | + 0:00  |
| 4       | Stan Ockers         | Dania      | + 0:00  |
| 5       | Fred de Bruyne      | Belgia     | + 0:00  |
| 6       | Germain Derycke     | Belgia     | + 0:00  |
| 7       | Gerrit Voorting     | Holandia   | + 0:00  |
| 8       | Louison Bobet       | Francja    | + 0:00  |
| 9       | Jacques Dupont      | Francja    | + 0:00  |
| 10      | Daan de Groot       | Holandia   | + 0:00  |

| Miejsce | Zawodnik              | Narodowość | Czas    |
| złoto   | Frans Mahn            | Holandia   | 4:47:54 |
| srebro  | Norbert Verougstraete | Belgia     | + 0:00  |
| brąz    | Jan Buis              | Holandia   | + 0:00  |
| 4       | Palle Lykke Jensen    | Dania      | + 0:00  |
| 5       | Alfons Hermans        | Belgia     | + 0:00  |
| 6       | Benito Romagnoli      | Włochy     | + 0:00  |
| 7       | Eluf Dalgaard         | Dania      | + 0:00  |
| 8       | Arnaud Geyre          | Francja    | + 0:00  |
| 9       | Jerzy Pancek          | Polska     | + 0:00  |
| 10      | Jan Rol               | Holandia   | + 0:00  |
|         |                       |            |         |
| 61      | Janusz Paradowski     | Polska     | + 17:25 |

## Tabela medalowa
| Tabela medalowa |               |       |        |      |       |
| Miejsce         | Reprezentacja | Złoto | Srebro | Brąz | Razem |
| 1               | Belgia        | 1     | 2      | 0    | 3     |
| 2               | Holandia      | 1     | 0      | 2    | 3     |